# Music Mayday
Music Mayday is een internationale humanitaire organisatie die zich via sociaal-culturele programma's inzet voor het welzijn van stedelijke jongeren in Afrika. Via ontwikkeling van kennis en creatieve vaardigheden beoogt de organisatie jongeren een beter bestaan te bieden en ze te stimuleren actief bij te dragen aan armoedebestrijding.

## Ontstaan
Music Mayday werd in 2002 opgericht door de Nederlander Ruben Collin die tijdens een verblijf in Oost-Afrika geïnspireerd werd door een positieve en ondernemende instelling van jongeren in onder andere Tanzania en Ethiopië.

## Structuur
De organisatie kenmerkt zich als een non-profit franchiser met in  2007 zelfstandige kantoren in Nederland, Hongarije, Eritrea, Ethiopië, Tanzania en Zuid-Afrika. De nationale organisaties bepalen gezamenlijk het algemeen beleid via Music Mayday International, gevestigd in Amsterdam, Nederland.

## In Nederland
In Nederland richt de organisatie zich vooral op voorlichting en mobilisatie van jongeren, vaak in samenwerking met een regionaal opleidingencentrum of met HBO opleidingen zoals de Hogeschool Inholland en de Hogeschool voor de Kunsten Utrecht. Een aantal bekende Nederlanders waaronder Jan Pronk en Leoni Jansen maken deel uit van het comité van aanbeveling. Fernando Halman, werkzaam voor onder andere FunX en BNN, is ambassadeur voor Music Mayday in Nederland.